# Тахаев, Магомед Саидбекович
Магоме́д Саидбе́кович Таха́ев (1960, Грозный, Чечено-Ингушская АССР, РСФСР, СССР) — основатель и руководитель танцевального ансамбля «Ловзар», Заслуженный деятель искусств Чеченской республики.

## Биография
Родился в Грозном в 1960 году. В третьем классе начал танцевать в республиканском Дворце пионеров. Окончил Грозненское культпросветучилище. После окончания училища работал в разных художественных коллективах, в том числе в ансамбле «Вайнах». В 1983 году основал свой коллектив — ансамбль «Ловзар».
В связи с военными действиями в Чечне с осени 1994 года ансамбль прекратил работу. В июне 1995 года работа была возобновлена. Детей вывезли в Нальчик. В 1998 году за пропаганду и развитие национальной культуры ансамблю был присвоен статус Государственного детского ансамбля.
У ансамбля долгое время не было ни костюмов для выступлений, ни постоянной репетиционной базы. Председатель Госсовета Чеченской Республики Малик Сайдуллаев взял детей под свою опеку и решил стоявшие перед ансамблем проблемы.
В январе 2001 года ансамбль показал свою новую программу на международном фестивале в Москве и завоевал признание зрителей. После этого он получил многочисленные приглашения на участие в фестивалях в России и за рубежом. В настоящее время ансамбль выступает с неизменным успехом, много гастролирует, продолжает побеждать в танцевальных конкурсах и фестивалях.